# Авімелех (суддя)
Авімелех(івр. אֲבִימֶלֶךְ — мій батько цар) — один з суддів Ізраїля.

## На чолі Сихему
Він був наступником і сином Гедеона (Єруббаала) та наложниці, що проживала у Сихемі (Сд. 8:31) і очевидно походила із вищих соціальних шарів міського населення (Сд. 9:1). Лише таким чином пояснюється, що Авімелех зміг говорити до братів своєї матері та до всього роду батьківського дому своєї матері про свої наміри. Оскільки дім його батька володів містом, а батько мав 70 синів від своїх жінок, а не наложниць, то Авімелех пропонує себе одного на військове лідерство замість 70 інших братів. Він отримує гроші, що були у капищі Ваала, організовує військо, що напало на місто його батька — Офру та вбиває всіх братів за винятком наймолодшого брата — Йотама, який заховався (Сд. 9:5).

## Цар Сихему

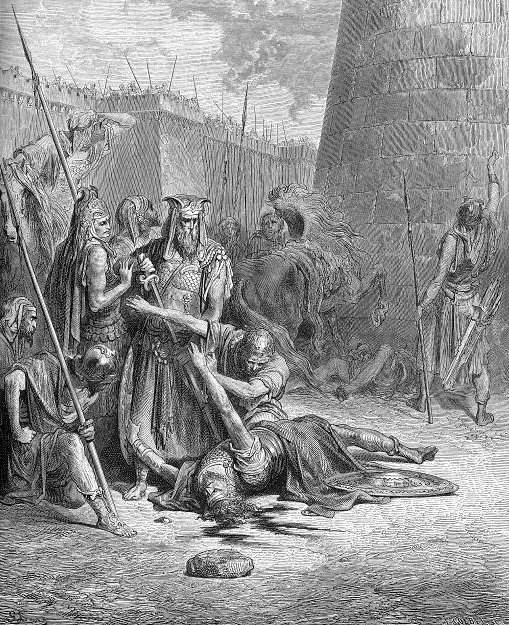
Смерть Авімелеха (Гюстав Доре).

Після перемоги сихемці поставили його царем — відбувся перехід від олігархії до монархії. Наймолодший брат, Йотам, що вцілів промовляв тоді до мешканців Сихему з гори Гарізім — та виказав їм за смерть своїх братів:
Йосип Флавій у Юдейських старожитностях повідомляє, що час правління Авімелеха відзначався тиранією.

## Знищення Сихема Авімелехом
Після цього царював Авімелех три роки. Тоді зрадили сихемці свого господаря, а Авімелех осівся в Арумі. Ґаал, син Еведів підбурив жителів Сихема проти Авімелеха і відбулася сутичка, що закінчилася знищенням Сихема Авімелехом « Авімелех воював із містом цілий той день, та й здобув місто, а народ, що був у ньому, позабивав. І зруйнував він те місто, та й обсіяв його сіллю (Сд. 9:45)». Потім при завоюванні міста Тевец — залишилася тільки одна укріплена вежа. Авімелех хотів спалити її, як він це зробив у Сихемі. Коли він підійшов під ворота вежі, одна жінка скинула на нього горішній млиновий камінь зверху та проламала череп. Він ще встиг попросити юнака, що супроводжував його добити його мечем, щоб не казали, що його жінка вбила. Так «..Бог віддав Авімелехові зло, яке він зробив був своєму батькові, що повбивав сімдесят братів своїх.(Сд. 9:56)».